# Wolfe City, Texas
Wolfe City là một thành phố thuộc quận Hunt, tiểu bang Texas, Hoa Kỳ. Năm 2010, dân số của xã này là 1412 người.

## Dân số
- Dân số năm 2000: 1566 người.
- Dân số năm 2010: 1412 người.